# John Adaskin
John Adaskin (* 4. Juni 1908 in Toronto; † 4. März 1964 ebenda) war ein kanadischer Dirigent, Cellist und Rundfunkproduzent.

## Leben
John Adaskin ist der jüngere Bruder von Murray und Harry Adaskin. Er studierte von 1924 bis 1929 am Hambourg Conservatory in Toronto Cello bei George Bruce und Boris Hambourg. Von 1930 bis 1933 setzte er seine Ausbildung am Toronto Conservatory of Music bei Leo Smith (Cello und Musiktheorie) und Luigi von Kunits (Dirigieren) fort. Von 1926 bis 1938 war er Cellist im Toronto Symphony Orchestra, daneben spielte er in verschiedenen Rundfunkorchestern.
Von 1934 bis 1943 arbeitete er als Produzent für die Canadian Radio Broadcasting Commission (CRBC) und deren Nachfolgerin, die Canadian Broadcasting Corporation (CBC). Von 1953 bis 1961 leitete er die John Adaskin Productions, mit der er für die CBC unter anderem die Serien Singing Stars of Tomorrow und Opportunity Knocks produzierte, an letzterer war er auch als Dirigent beteiligt. Für Opportunity Knocks entstanden zwischen 1950 und 1957 über 100 Kurzkompositionen von 61 kanadischen Komponisten. Im Auftrag der CBC vergab er die Kompositionsaufträge für Young Apollo an Benjamin Britten und für Transit through Fire an Healey Willan.
1961 wurde er Nachfolger von Jean-Marie Beaudet als Exekutivsekretär des Canadian Music Centre. Dieses gründete gemeinsam mit der Canadian Music Educators' Association 1979 den John Adaskin Memorial Fund, der der Förderung des Musikunterrichtes an den Schulen in Kanada dient.